# Ernst Degenhardt
Ernst Degenhardt (* 3. Mai 1877 in Bremen; † 7. August 1950 in Hahnenklee-Bockswiese) war ein Kaufmann und Politiker (DDP, CDU) aus Bremen und er war Mitglied der Bremischen Bürgerschaft. 

## Biografie

### Ausbildung und Beruf
Degenhardt war als Kaufmann in Bremen tätig.

### Politik
Degenhardt war Mitglied der Deutschen Demokratischen Partei (DDP) und er war nach dem Zweiten Weltkrieg Mitbegründer der CDU in Bremen.
Von 1919 bis 1920 gehörte er in der Weimarer Republik für die liberale DDP der verfassungsgebenden Bremer Nationalversammlung an und er war dann von 1920 bis 1921 und dann wieder von 1946 bis zu seinem Tod 1950 für die CDU Mitglied der Bremischen Bürgerschaft. Er war in verschiedene Deputationen der Bürgerschaft tätig. Von 1946 bis 1947 war er CDU-Fraktionsvorsitzender in der Bürgerschaft. Ihm folgte Johannes Degener in diesem Amt.